# Massazza
Massazza – miejscowość i gmina we Włoszech, w regionie Piemont, w prowincji Biella.
Według danych na styczeń 2009 gminę zamieszkiwały 553 osoby przy gęstości zaludnienia 47,3 os./1 km².